# Lijst van rivieren in Ierland

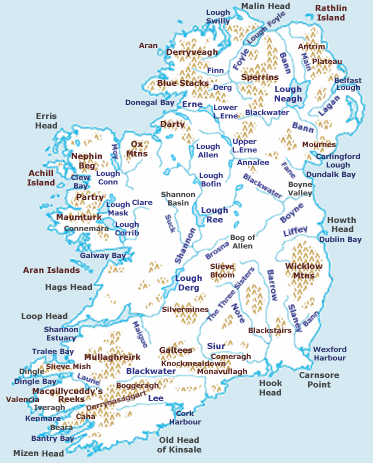
Het eiland Ierland met de grootste rivieren

Dit is een overzicht van de belangrijkste rivieren in Ierland. Deze lijst omvat zowel de rivieren in Noord-Ierland als in de Ierse Republiek.
De lijst is met de klok mee gesorteerd, te beginnen met de monding van de Foyle in Noord-Ierland.

## In Noord-Ierland
- Foyle — vormt deels de grens tussen Noord-Ierland en de Ierse republiek
  - Deele
  - Finn — ontspringt en stroomt grotendeels door County Donegal in de Ierse Republiek
    - Reelan

  - Mourne
    - Dergie
- Bann
  - Main
  - Blackwater — ontspringt in County Monaghan in de Ierse Republiek
- Dun (Ierland)
- Bush (Ierland)
- Lagan
  - Farset
- Quoile
- Clanrye

## In de Ierse Republiek, stromend naar deIerse Zee
- Fane
- Boyne
  - Blackwater, Meath
- Tolka
- Liffey
  - Dodder
  - Camac
- River Dargle
- Avoca
  - Avonmore
  - Avonbeg
- Slaney
  - Bann, Wicklow
- Vartry

## In de Ierse Republiek, stromend naar deKeltische Zee
- Barrow
  - Nore
    - King's River

  - Suir
    - Drish
      - Black River (Ierland)

    - John's River

  - Tar
- Munster Blackwater
  - Awbeg
  - Dalua
  - Bride
- Lee
- Bandon

## In de Ierse Republiek, stromend naar deAtlantische Oceaan
- Roughty River (mondt uit in Kenmare Bay bij Kenmare)
- Laune
- Carrowbeg
- Shannon
  - Deel
  - Maigue
  - Brosna
  - Inny
  - Suck
- Fergus
- Clare
- Corrib
  - Robe (via Loughs Mask en Corrib)
- Doonbeg
- Moy
- Garavogue
- Erne — grotendeels gevormd door de Upper Lough Erne en Lower Lough Erne in County Fermanagh, Noord-Ierland
  - Annalee
- Eske
- Feale
- Gweebarra
- Swilly